# 131e session du Comité international olympique
La 131e session du Comité international olympique est une réunion du Comité international olympique (CIO) qui se tient à Lima, au Pérou, du 13 au 16 septembre 2017. Y sont désignées les villes hôtes des Jeux olympiques d'été de 2024 et de ceux de 2028. Cette session est précédée par la réunion de la commission exécutive du CIO, du 10 au 12 septembre 2017. Le 13 septembre 2017, les membres du CIO élisent à l'unanimité Paris organisateur des Jeux olympiques d'été 2024 et Los Angeles hôte de ceux de 2028.

## Organisation
Deux villes étaient candidates à l'organisation de la 131e session du CIO : Lima au Pérou et Helsinki en Finlande. Lima était déjà candidate pour accueillir la 128e session qui a eu lieu en 2015, mais c'est Kuala Lumpur qui avait été sélectionnée. La capitale péruvienne a été choisie pour accueillir cette session par l'assemblée générale du CIO le 9 décembre 2014 ; elle a été préférée à la capitale finlandaise par 54 voix contre 30.
| Résultats du choix de la ville hôte de la 131e session du CIO | Résultats du choix de la ville hôte de la 131e session du CIO | Résultats du choix de la ville hôte de la 131e session du CIO | Résultats du choix de la ville hôte de la 131e session du CIO |
| Ville candidate                                               | Pays                                                          | Voix                                                          |                                                               |
| ------------------------------------------------------------- | ------------------------------------------------------------- | ------------------------------------------------------------- | ------------------------------------------------------------- |
| Lima                                                          | Pérou                                                         | 54                                                            |                                                               |
| Helsinki                                                      | Finlande                                                      | 30                                                            |                                                               |

Après les inondations survenues début 2017 au Pérou, le CIO envisage pendant la conférence SportAccord de 2017 de déplacer la session dans une autre ville. Dubaï, Abu Dhabi, Doha, Singapour et Bangkok font partie de noms cités.
Cependant, le 13 avril 2017, le CIO décide de maintenir la session à Lima,.
Longtemps, cette session devait être la 130e session, mais en juin 2017,, le CIO décide que celle-ci se tiendra exceptionnellement à Lausanne, en Suisse, où siège l'institution olympique, et donnera lieu à la présentation des dossiers des  villes candidates et à un vote afin de trancher sur le sujet de la double attribution pour 2024 et 2028.

## Élections

### Élection de la ville hôte des Jeux olympiques d'été de 2024
Après le retrait de Boston, Hambourg, Rome et Budapest, seules les villes de Paris et de Los Angeles étaient en lice pour organiser les Jeux olympiques d'été de 2024. Après la décision du CIO d'attribuer en même temps les Jeux de 2024 et de 2028 aux deux villes candidates, au vu de la solidité de leur dossier, Los Angeles se positionne finalement pour 2028 à la suite d'un accord passé avec le CIO. Paris reste donc la seule candidate pour l'organisation des JO de 2024.
| Résultats du choix de la ville hôte | Résultats du choix de la ville hôte | Résultats du choix de la ville hôte | Résultats du choix de la ville hôte |
| Ville candidate                     | Pays                                | Voix                                |                                     |
| ----------------------------------- | ----------------------------------- | ----------------------------------- | ----------------------------------- |
| Paris                               | France                              | Unanimité                           |                                     |

### Élection de la ville hôte des Jeux olympiques d'été de 2028
Initialement candidate pour organiser les JO de 2024, après l'abandon de Boston, Los Angeles choisit de postuler pour 2028 après un accord passé avec le CIO lorsque celui-ci décide d'attribuer en même temps les deux prochaines éditions des Jeux olympiques d'été aux deux villes restant en lice pour 2024. Le processus de candidature qui devait débuter en 2019 est donc annulé et Los Angeles est la seule ville candidate pour organiser les Jeux olympiques d'été de 2028.
| Résultats du choix de la ville hôte | Résultats du choix de la ville hôte | Résultats du choix de la ville hôte | Résultats du choix de la ville hôte |
| Ville candidate                     | Pays                                | Voix                                |                                     |
| ----------------------------------- | ----------------------------------- | ----------------------------------- | ----------------------------------- |
| Los Angeles                         | États-Unis                          | Unanimité                           |                                     |